# Los Molinos (La Rioja)
Los Molinos es una pequeña localidad del norte de la provincia de La Rioja, en el departamento Castro Barros, Argentina.
Se encuentra sobre la Ruta Nacional 75.
Conforme a los datos que se registran, el pueblo de Los Molinos tiene más de 300 años, basándose en un censo de la iglesia del año 1707, donde ya figuraba como “Estancia Los Molinos”. En un importante árbol geológico del pueblo, se encuentra como primeras pobladoras Carmen y Magdalena Paz.
Según relatos de personas mayores, en el pueblo existe un olivo cuatricentenario.
Gracias a la diligencia de una familia de las más reconocidas del pueblo, se colocó en Los Molinos, el primer teléfono de hilo en la provincia de La Rioja, el cual estaba tendido desde la casa del mismo, en cercanías de la plaza, hasta la cabaña que les pertenecía y estaba ubicada al pie de la quebrada, y cabe resaltar que aún quedan vestigios de la misma.
El pueblo continúa celebrando las fiestas introducidas en el pasado, destacándose entre ellas el Carnaval de La Plaza, alrededor de la plaza, ubicada frente a la Iglesia de San José originaria de 1894, entre los restos de dos molinos harineros (enlace roto disponible en Internet Archive; véase el historial, la primera versión y la última). del siglo XVIII conservados en la misma.
Cuenta con un centro de atención primaria en salud, un jardín de infantes integrado, una biblioteca pública, un camping municipal y un cine teatro.
El 11 de noviembre del año 2016, fue declarado Pueblo Cultural de la Provincia de La Rioja

## Historia de La iglesia de Los Molinos
Según las averiguaciones de los antiguos pobladores, el Sr. Justo de la Vega y su Sra. esposa en 1889 donan el terreno para construir la iglesia y conformar la plaza delante de ella.

En el lugar se construye primero una pequeña sacristía adorándose una pequeña imagen de San José. Hacia 1893 se reúne un grupo de vecinas convocadas por Don Domingo de la Vega para comenzar la construcción de la iglesia.

Según el libro de Actas se constituye el 2 de mayo de 1893 (132 años) una comisión de Señoras para ayudar al Sr. Domingo de la Vega “en el trabajo que aquí se construye con limosnas populares en honor a Nuestro Patrono San José”.

El 25 de diciembre concluye la construcción recibiendo la bendición.

En un registro de la iglesia de San José de Los Molinos, se menciona al primer mayordomo, Don Basilio de la Vega, donde se expresa que inicia sus funciones el 25 de diciembre de 1895.

Según el mismo documento, en hojas de atrás hay registros de limosnas que datan de 1890.

Este libro tiene como primer movimiento el dinero recibido por la Comisión de Señoras que actuaba anteriormente. Cabe aclarar que esta comisión continúa trabajando ya que el libro de contabilidad continua teniendo movimientos en relación con la iglesia de Los Molinos en los años 1924 y 1925.

El 5 de julio de 1916 se realiza un contrato para calzar con piedra y argamasa todo el costado sur, suscrito por el Sr. Cura párroco José Olivero y Don Santurino Vega. La Comisión de Señoras es la encargada de hacer construir las torres.
Hay una lápida, ubicada en la nave mayor de la iglesia, en honor a Justo Pastor De la Vega, quien se deduce, fue el promotor de la construcción de la sacristía. Además se construyó una casa, llamada capellanía, que es un inmueble que se le da una finalidad pía (finalidades religiosas) este inmueble era donado para la iglesia, según relatos, era de los jesuitas. 
El terreno donde aún se encuentra la plaza del pueblo, fue donado por Calisto Melendez.
Festividades religiosas
Las festividades en honor a San José, patrono del pueblo, se llevan a cabo, tradicionalmente, el tercer domingo del mes de enero. La imagen era traída en procesión desde la casa de la familia “De la Vega – Alvarez”, esto se lo realizó hasta no hace muchos años. Cabe aclarar que no es el día del santo. Las mismas se desarrollaban en este mes, según cuentan personas mayores, porque regresaban todos aquellos que por un motivo u otro, se alejaban del pueblo durante el año y era motivo de reencuentro. Luego de las mismas, se realizaban eventos, donde se vendían comidas típicas y los músicos eran del pueblo, mencionando a Mauricio Brizuela, Alfonso Pedraza, Sandalio Alaniz, entre otros.
Además, en el mes de julio, se realiza la fiesta en honor a la Virgen del Perpetuo Socorro, San Alfonso María de Ligorio y San Gerardo Mayela. La devoción la transmitió un grupo de sacerdotes que habían llegado al pueblo, formando una cofradía, próxima a cumplir 100 años.

## Carnaval de la plaza[6]
Es una creación para revalorizar una ancestral cultura de celebrar los carnavales. Cuando se tomó la decisión de hacer un festival, era porque ya se estaba perdiendo esa tradición en la que salían a cantar las pacotas a caballo, solo unos cuantos personajes del pueblo como Domingo Nieto, Carlos Zárate y Gumercindo Pedraza, lo continuaban haciendo. Los jóvenes del pueblo fueron los que posteriormente tomaron la iniciativa, simplemente colocando música y haciendo bailes. 
El festival se continúa realizando año a año con el fin no perder esa costumbre, el cantar de los vidaleros a la vuelta de la plaza del pueblo, le da un toque aún más tradicionalista, incluso con la llega del chasqui, personaje que se remonta a la época colonial, que es quien trae un mensaje y así poder lanzar una nueva edición del llamado “Carnaval de la plaza”, es por ello que ha sido declarado de interés provincial por la autenticidad del carnaval. Se han realizado 33 ediciones ininterrumpidas.

## Población
Cuenta con 244 habitantes (Indec, 2010), lo que representa un descenso del 17% frente a los 294 habitantes (Indec, 2001) del censo anterior.
| Gráfica de evolución demográfica de Los Molinos entre 1991 y 2010 |
|                                                                   |
| Fuente: Censos nacionales del INDEC                               |

## Actividades económicas
Los Molinos es una localidad de características semirrurales (agrícola, ganadera, artesanal), donde se practica el cultivo en pequeña escala de nogales, olivos, ciruelos, almendros y membrillos
Para llevar a cabo las actividades económicas, se crea una comisión que agrupa a todos los regantes. Actualmente es vivo y vital, ya que la institución sigue una organización y sirve para la mantención del sistema de riego. 
Una característica del pueblo, son las construcciones de casas y canales de riego en piedra, lo que se deduce que hubo gran cantidad de picapedreros. Entre los más conocidos encontramos a Pedro Juan Pedraza (fallecido), Gumercindo Pedraza (fallecido) y Matías Pedraza (adulto mayor).

## Sismicidad
La sismicidad de la región de La Rioja es frecuente y de intensidad baja, y un silencio sísmico de terremotos medios a graves cada 30 años en áreas aleatorias.